# The Anthropocene Extinction
The Anthropocene Extinction är det amerikanska death metal-bandet Cattle Decapitations sjunde studioalbum, släppt 2015 av skivbolaget Metal Blade Records.

## Låtförteckning
1. "Manufactured Extinct" – 4:41
2. "The Prophets of Loss" – 4:07
3. "Plagueborne" – 4:58
4. "Clandestine Ways (Krokodil Rot)" – 4:34
5. "Circo Inhumanitas" – 4:03
6. "The Burden of Seven Billion" (instrumental) – 1:23
7. "Mammals in Babylon" – 4:09
8. "Mutual Assured Destruction" – 2:42
9. "Not Suitable for Life" – 3:16
10. "Apex Blasphemy" – 3:45
11. "Ave Exitium" – 3:06
12. "Pacific Grim" – 5:25

- Text: Travis Ryan
- Musik: Cattle Decapitation

## Medverkande
Musiker (Cattle Decapitation-medlemmar)
- Travis Ryan – sång, keyboard, trummor
- Josh Elmore – gitarr
- David McGraw – trummor
- Derek Engemann – basgitarr, sång

Bidragande musiker
- Tristan Shone – elektronik
- Phil Anselmo– sång
- Jürgen Bartsch – vokal

Produktion
- Dave Otero – producent, ljudtekniker, ljudmix, mastering
- Shane Howard – assisterande ljudtekniker
- Travis Ryan – omslagsdesign
- Brian Ames – omslagsdesign
- Wes Benscoter – omslagskonst
- Sam Lanthrem – foto
- Denise Ryan – foto
- Zach Cordner – foto
- Alexander Eastman – logo